# Dieter Landuris
Dieter Athanasios Landuris (* 12. August 1961 in München) ist ein deutscher Schauspieler, Synchronsprecher und Sänger. Als Sänger trat er unter dem Künstlernamen Viktor Bergmann auf, veröffentlichte aber 2006 unter seinem echten Namen ein Album.

## Leben
Dieter Landuris, Sohn einer Deutschen und eines Griechen, absolvierte von 1980 bis 1982 eine Ausbildung als klassischer Balletttänzer an der Heinz-Bosl-Stiftung. Anschließend besuchte er von 1982 bis 1985 die Otto-Falckenberg-Schule, wo er das Fach Schauspiel belegte. Landuris studierte Amerikanistik und ein Semester Architektur an der Technischen Universität München. Ab 1986 war er Teil der Urbesetzung des Musicals Linie 1 am Berliner Grips-Theater. Seit 1987 trat er in mehr als 110 Film- und Fernsehproduktionen in Erscheinung. Einem breiten Publikum wurde Landuris durch die von 1994 bis 1996 ausgestrahlte ProSieben-Serie Alles außer Mord bekannt.
Landuris lebt in Berlin, ist verheiratet und hat zwei Töchter. Eine der beiden Töchter ist die Rapperin Isabella Luna.
Landuris ist Mitglied der Deutschen Filmakademie.

## Filmografie (Auswahl)
- 1987: Otto – Der neue Film
- 1988: Linie 1
- 1988: Tatort – Pleitegeier
- 1990: Der Eindringling (Fernsehfilm)
- 1990: Liebling Kreuzberg
- 1991, 1993: Großstadtrevier (Fernsehserie, 2 Folgen)
- 1992–1995: Unser Lehrer Doktor Specht (Fernsehserie, 8 Folgen)
- 1992: Die wahre Geschichte von Männern und Frauen
- 1993: Die Männer vom K3 (Fernsehserie, Folge Dreckiges Geld)
- 1994–1996: Alles außer Mord (Fernsehserie, 14 Folgen)
- 1994–1999: Schwarz greift ein (Fernsehserie, 23 Folgen)
- 1996: Die Putzfraueninsel
- 1996: Die Mutter des Killers
- 1997: Tatort – Bombenstimmung
- 1998: 23 – Nichts ist so wie es scheint
- 1998: Das merkwürdige Verhalten geschlechtsreifer Großstädter zur Paarungszeit
- 1998: Feuerreiter
- 1999: Gestern ist nie vorbei (Fernsehfilm)
- 1999: Drei Gauner, ein Baby und die Liebe (Fernsehfilm)
- 1999: Schnee in der Neujahrsnacht
- 1999: Schmetterlinge der Nacht
- 1999: Alles Bob!
- 2000: Die Hunde sind schuld (Fernsehfilm)
- 2000: Und das ist erst der Anfang
- 2000: Autsch, Du Fröhliche (Fernsehfilm)
- 2001: Null Uhr 12
- 2002: Weil ich gut bin (Fernsehfilm)
- 2002: Alarm für Cobra 11 – Die Autobahnpolizei (Folge: Hetzjagd)
- 2003: Bei aller Liebe (Fernsehserie, 4 Folgen)
- 2003: Tatort – Außer Kontrolle
- 2003: Verschwende deine Jugend
- 2004–2007: Ein Fall für den Fuchs (Fernsehserie, 6 Folgen)
- 2004: Ein Baby zum Verlieben (Fernsehfilm)
- 2004: Ein Mann zum Vernaschen (Fernsehfilm)
- 2004: Die Rosenheim-Cops (Fernsehserie, Folge Der verräterische Papagei)
- 2006: Meine bezaubernde Nanny (Fernsehfilm)
- 2006: Fünf-Sterne-Kerle inklusive (Fernsehfilm)
- 2007: Pornorama
- 2008: Evet, ich will!
- 2009: So ein Schlamassel (Fernsehfilm)
- 2010, 2016: Notruf Hafenkante (Fernsehserie, 2 Folgen)
- 2010: Rock It!
- 2010: Polizeiruf 110 – Blutiges Geld
- 2011: Linda geht tanzen (Fernsehfilm)
- 2011: Tiere bis unters Dach (Staffel 2/Folge 11)
- 2012: In aller Freundschaft (Fernsehserie, Folge 556; Es ist, wie es ist)
- 2012: Akte Ex (Fernsehserie, Folge Schweinkram)
- 2012: Das Kind
- 2013: Die Speckners (Fernsehserie, 6 Folgen)
- 2014: Der Staatsanwalt (Fernsehserie, Folge Tanz in den Tod)
- 2014: Asterix im Land der Götter
- 2015: Der Kriminalist (Fernsehserie, Folge Der Spieler)
- 2015: Katie Fforde: Mein Wunschkind (Fernsehfilm)
- 2016: Heldt (Fernsehserie, Folge Die Kakerlake)
- 2018: Skin Creepers
- 2019: München Mord: Leben und Sterben in Schwabing
- 2019, 2021: SOKO Potsdam (Fernsehserie, Folgen Eine verhängnisvolle Affäre, Ermittlungen im Dreivierteltakt, Ein bedrohtes Paradies, Hass ist mein Hobby, Küsse in St.Tropez)
- 2019: SOKO München (Fernsehserie, Folge Sinfonie der Großstadt)
- 2021: SOKO Stuttgart (Fernsehserie, Folge Mietfrei in den Tod)
- 2022: Wilsberg: Gene lügen nicht (TV-Reihe)
- 2022: Bettys Diagnose (Fernsehserie, Folge Findelkind)
- 2024: Monster on a Plane

## Theater
Am Theater spielte er unter anderem in Die Drei von der Tankstelle, Rendezvous nach Ladenschluss, Völlig ausgebucht oder Linie 1.
Im Mai 2025 startet am Berliner Schlosspark Theater das Stück "Fisch sucht Fahrrad" mit Dieter Landuris in der Hauptrolle.

## Diskografie
- Linie 1 (Polytor, 1988)
- Wahnsinn (Emi Records 1996, als Viktor Bergmann)
- Göttliche Affären (Album, VÖ: 25. August 2006)

## Synchronisation
Landuris arbeitet auch als Synchronsprecher und leiht seine Stimme unter anderem Gary Burghoff (M*A*S*H, erster Sprecher), Geoffrey Owens (Die Bill Cosby Show), David Nykl (Stargate Atlantis), Yahoo Serious (Einstein Junior) und Naraku (Inu Yasha). Seit 2007 verleiht er der Rolle des Micha Stern in der Hörspiel-Soap … und nebenbei Liebe seine Stimme. In District 9 (2009) lieh er seine Stimme an Wikus van der Merwe (Sharlto Copley) und 2013 in Elysium an Kruger (ebenfalls von Sharlto Copley dargestellt).

## Auszeichnungen
- 2010: Goldener Vorhang (Publikumspreis des Berliner Theaterclubs) für das Songdrama Ewig Jung (Renaissance-Theater, Berlin)[10]
- 2021: Audience Choice Award (Publikumspreis) Beverly Hills International Film Festival
- 2021: Best Supporting Actor for STAND UP auf dem New York International Film Festival